# یوان لی
یوان لی (به چینی: 李遠哲) (به انگلیسی: Yuan Tseh Lee) ‏(زاده ۱۹ نوامبر ۱۹۳۶) اولین شیمیدان تایوانی است که برنده جایزه نوبل شده‌است. جایزه نوبا شیمی ۱۹۸۶ |«برای مطالعاتی که درباره دینامیک فرایندهای ابتدایی شیمیایی انجام داده‌اند» به او دادلی هرشباخ و چارلز پولانی اعطا شد.